# Дж. Махендран
Джозеф Александр, известный под псевдонимом Дж. Махендран (англ. ஜே. மகேந்திரன்; 25 июля 1939, Илайангуди, Британская Индия — 2 апреля 2019, Ченнаи) — индийский сценарист и кинорежиссёр
, снимавший фильмы на тамильском языке.

## Биография
Родился 25 июля 1939 года в городе Илайанкуди (ныне в штате Тамилнад), получив имя Дж. Александр.
Получил среднее образование в Американском колледже в Мадурае, а затем степень бакалавра экономики в колледже Алагаппы в Караикуди. Учась в последнем, он часто выступал со сцены. В 1958 году одно из его выступлений с критикой коммерческих аспектов кино на ежегодном дневном мероприятии в колледже произвело впечатление на ведущего актёра того времени М. Г. Рамачандрана, который был главным гостем на мероприятии.
После окончания обучения Махендран приехал в Мадрас, чтобы изучать право и работал неполный рабочий день в журнале Cho's Thuglaq, где писал рецензии на тамильские фильмы. М. Г. Рамачандран встретил его на одной из пресс-конференций и попросил написать сценарий для фильма по историческому роману Ponniyin Selvan писателя Калки. Махендран выполнил его просьбу, но фильм так и не увидел свет. Вместо этого Рамачандран устроил его помощником режиссёра на съёмках фильма Kanchi Thalaivan (1963).
Первый фильм по сценарию Махендрана, Naam Moovar, вышел только в 1966 году. Он стал хитом, дав Махендрану прочную опору в киноиндустрии. Вслед за этим им были написаны сценарии к фильмам Sabash Thambi (1967), ориентированного на героиню Panakkara Pillai (1968) с Джаялалитой в главной роли и Nirai Kudam (1969).
Сценарий, первоначально написанный для актёра Сентамараи, был позже превращен в популярный и успешный фильм Thangapathakkam с Шиваджи Ганешаном. Главный герой, не произносящий ни слова после смерти жены, стал откровением для тамильских зрителей привыкших к преувеличенным эмоциях и длинным диалогам.
Как режиссёр Махендран дебютировал в 1978 году, сняв фильм Mullum Malarum, сюжет которого основан на взаимоотношениях брата и сестры. Съёмки не обошлись без проблем, продюсер отказывался брать на главную роль Раджниканта, который до этого играл преимущественно отрицательные роли. Махендран, тем не менее, стоял на своём. В итоге фильм стал хитом и сделал режиссёра знаменитым за одну ночь. За свою работу над фильмом он был награждён премией Filmfare. Многие восхваляли уникальный стиль его режиссуры, а роль Раджниканта до сих пор считается одной из лучших в его карьере.
Год спустя Махендран снял ещё один культовый фильм Uthiri Pookkal, который продержался в прокате 6 месяцев. После умеренно успешного Poottatha Poottukkal, он снял Nenjatthai Killadhe, в котором дебютировала актриса Сухасини, и прокат которого длился в течение года. Картина также завоевала несколько наград, включая Национальную кинопремию за лучший фильм на тамильском языке.
Махендран ещё дважды снимал фильмы с Раджникантом в главной роли: Johnny (1980), где актёр сыграл двойную роль влюблённого мошенника и разочарованного в женщинах парикмахера, и Kai Kodukkum Kai (1984), где тот был мужем слабовидящей женщины подвергшейся насилию. Всего за свою карьеру режиссёр поставил 12 фильмов. Его последняя работа в качестве режиссёра, драма Sasanam (2006), рассказывала о супружеской паре, отношения которой портятся, когда они дают убежище бездомной женщине.
В последующие годы Махендран был задействован в фильмах только как актёр. Он дебютировал в байопике Kamaraj (2004) в роли К. Раджарама. Он вновь вернулся на экраны в боевике «Затаённое пламя» (2016) как безжалостный политик, который вступает в противостояние с полицейским, чтобы отомстить за смерть своего сына. В последний раз его видели в фильме Petta (2019), где он сыграл деревенского силовика, которого предали его же сыновья.
Махендран некоторое время преподавал в Академии кино и телевидения Blue Ocean.
Режиссёр скончался в Ченнаи 2 апреля 2019 года после непродолжительной болезни. У него остались жена Жасмин, сын Джон (также режиссёр) и дочери Димпл и Анурита.